# Bundesliga niemiecka w piłce siatkowej mężczyzn (2022/2023)
Bundesliga niemiecka w piłce siatkowej mężczyzn 2022/2023 − 49. sezon najwyższej siatkarskiej klasy rozgrywkowej w Niemczech (67. sezon mistrzostw Niemiec) zorganizowany przez Volleyball-Bundesliga pod egidą Niemieckiego Związku Piłki Siatkowej (Deutscher Volleyball-Verband, DVV). Zainaugurowany został 8 października 2022 roku i trwał do 6 maja 2023 roku.
W Bundeslidze w sezonie 2022/2023 uczestniczyło 9 drużyn. Licencji na grę w Bundeslidze nie otrzymał United Volleys Frankfurt. Do rozgrywek powrócił młodzieżowy zespół VCO Berlin występujący na specjalnych zasadach.
Rozgrywki obejmowały fazę zasadniczą, drugą fazę oraz fazę play-off wyłaniającą mistrza Niemiec. Faza play-off składała się z ćwierćfinałów, półfinałów oraz finałów.
Po raz trzynasty mistrzem Niemiec został Berlin Recycling Volleys, który w finałach fazy play-off pokonał VfB Friedrichshafen.

## System rozgrywek
1. Bundesliga w sezonie 2022/2023 składała się z fazy zasadniczej, drugiej fazy oraz fazy play-off wyłaniającej mistrza Niemiec.

### Faza zasadnicza
W fazie zasadniczej 9 drużyn rozegrało ze sobą po dwa spotkania systemem kołowym (mecz u siebie i rewanż na wyjeździe). Cztery najlepsze zespoły trafiły do grupy 1-4 drugiej fazy, natomiast te z miejsc 5-9 – do grupy 5-9 drugiej fazy.

### Druga faza
W drugiej fazie drużyny podzielone zostały na dwie grupy. W pierwszej grupie rywalizowały te, które w fazie zasadniczej zajęły miejsca 1-4, natomiast w drugiej grupie – te z miejsc 5-9. W ramach grup zespoły rozegrały między sobą po dwa spotkania systemem kołowym (mecz u siebie i rewanż na wyjeździe) z wyjątkiem VCO Berlin, który grał tylko po jednym spotkaniu z każdą z drużyn w grupie 5-9. Niezależnie od zajętego miejsca VCO Berlin skończył rozgrywki po drugiej fazie i nie uczestniczył w fazie play-off.
Drużyny udział w drugiej fazie rozpoczynały z liczbą punktów przedstawioną w poniższej tabeli.
| Grupa 1-4                      | Grupa 1-4 | Grupa 5-9                      | Grupa 5-9 | Grupa 5-9 |
| ------------------------------ | --------- | ------------------------------ | --------- | --------- |
| 1. miejsce w fazie zasadniczej | 8 pkt     | 5. miejsce w fazie zasadniczej | 10 pkt    |           |
| 2. miejsce w fazie zasadniczej | 6 pkt     | 6. miejsce w fazie zasadniczej | 8 pkt     |           |
| 3. miejsce w fazie zasadniczej | 4 pkt     | 7. miejsce w fazie zasadniczej | 6 pkt     |           |
| 4. miejsce w fazie zasadniczej | 2 pkt     | 8. miejsce w fazie zasadniczej | 4 pkt     |           |
|                                |           | 9. miejsce w fazie zasadniczej | 2 pkt     |           |

Miejsce zajęte w grupie przez poszczególne drużyny decyduje o rozstawieniu w fazie play-off.

### Faza play-off
Faza play-off składała się z ćwierćfinałów, półfinałów i finałów.
Ćwierćfinały
Ćwierćfinałowe pary utworzone zostały według klucza: A1-B4; A2-B3; A3-B2; A4-B1. Rywalizacja toczyła się do dwóch zwycięstw ze zmianą gospodarza po każdym spotkaniu. Gospodarzami pierwszych meczów były zespoły z lepszym rozstawieniem.
Półfinały
Pary półfinałowe powstały według klucza:
- para 1: zwycięzca w ćwierćfinałowej parze A1-B4 – zwycięzca w ćwierćfinałowej parze A4-B1;
- para 1: zwycięzca w ćwierćfinałowej parze A2-B3 – zwycięzca w ćwierćfinałowej parze A3-B2.

Rywalizacja toczyła się do trzech zwycięstw ze zmianą gospodarza po każdym spotkaniu. Gospodarzami pierwszych meczów były zespoły z lepszym rozstawieniem.
Finały
W finałach fazy play-off wyłaniających mistrza Niemiec uczestniczyli zwycięzcy w parach półfinałowych. Rywalizacja toczyła się do trzech zwycięstw ze zmianą gospodarza po każdym spotkaniu. Gospodarzem pierwszego meczu był zespół z lepszym rozstawieniem.

## Drużyny uczestniczące
| | Bundesliga 2022/2023                   |   |             |     |
| --- | -------------------------------------- | - | ----------- | --- |
| BER | Berlin Recycling Volleys               | 1 | mistrzostwo | LM  |
| FRI | VfB Friedrichshafen                    | 3 | finał       | LM  |
| DÜR | SWD powervolleys Düren                 | 2 | półfinał    | LM  |
| LÜN | SVG Lüneburg                           | 5 | ćwierćfinał | CEV |
| HER | WWK Volleys Herrsching                 | 6 | ćwierćfinał | CEV |
| NKW | Energiequelle Netzhoppers KW-Bestensee | 7 | ćwierćfinał |     |
| GIE | Helios Grizzlys Giesen                 | 8 | ćwierćfinał |     |
| HAC | TSV Haching München                    | 9 | —           |     |
| VCO | VCO Berlin                             | — | —           |     |
| Oznaczenia: - kolumna pierwsza – skróty nazw drużyn wpisane na mapie, - kolumna trzecia – miejsce zajęte przez daną drużynę w poprzednim sezonie w drugiej fazie lub fazie zasadniczej, jeżeli nie awansowała do drugiej fazy, - kolumna czwarta – osiągnięcie danej drużyny w fazie play-off. |                                        |   |             |     |

Uwagi:
- Ze względu na problemy finansowe United Volleys Frankfurt nie otrzymał licencji na grę w Bundeslidze[3].

## Faza zasadnicza

### Tabela wyników
| Gospodarz \ Gość1                      | BER | FRI | DÜR | LÜN | HER | NKW | GIE | HAC | VCO |
| -------------------------------------- | --- | --- | --- | --- | --- | --- | --- | --- | --- |
| Berlin Recycling Volleys               | -   | 3:1 | 3:1 | 3:1 | 3:0 | 3:0 | 3:0 | 3:0 | 3:0 |
| VfB Friedrichshafen                    | 3:2 | -   | 3:0 | 3:1 | 1:3 | 3:0 | 3:1 | 3:0 | 3:0 |
| SWD powervolleys Düren                 | 1:3 | 2:3 | -   | 1:3 | 3:0 | 3:0 | 3:1 | 3:0 | 3:0 |
| SVG Lüneburg                           | 1:3 | 2:3 | 2:3 | -   | 3:2 | 3:1 | 3:1 | 3:0 | 3:0 |
| WWK Volleys Herrsching                 | 0:3 | 0:3 | 3:1 | 0:3 | -   | 3:1 | 0:3 | 3:1 | 3:0 |
| Energiequelle Netzhoppers KW-Bestensee | 1:3 | 0:3 | 1:3 | 0:3 | 1:3 | -   | 2:3 | 3:2 | 3:0 |
| Helios Grizzlys Giesen                 | 3:0 | 2:3 | 2:3 | 0:3 | 3:1 | 3:1 | -   | 3:0 | 3:0 |
| TSV Haching München                    | 0:3 | 0:3 | 1:3 | 0:3 | 0:3 | 3:2 | 1:3 | -   | 3:0 |
| VCO Berlin                             | 0:3 | 0:3 | 0:3 | 0:3 | 1:3 | 0:3 | 0:3 | 0:3 | -   |

Źródło: Volleyball-Bundesliga (niem.)
1 Drużyna gospodarzy jest wymieniona po lewej stronie tabeli.
Kolory:
  zwycięstwo gospodarzy 3:0 lub 3:1
  zwycięstwo gospodarzy 3:2
  zwycięstwo gości 3:0 lub 3:1
  zwycięstwo gości 3:2

### Terminarz i wyniki spotkań
| Data       | Godz. | Gospodarz                              | Rezultat                                | Gość                                   | Widzów | MVP                   |
| ---------- | ----- | -------------------------------------- | --------------------------------------- | -------------------------------------- | ------ | --------------------- |
| TYDZIEŃ 1  |       |                                        |                                         |                                        |        |                       |
| 08.10.2022 | 17:30 | Energiequelle Netzhoppers KW-Bestensee | 2:3 (26:28, 25:18, 23:25, 25:20, 10:15) | Helios Grizzlys Giesen                 | 415    | Jakob Günthör         |
| 08.10.2022 | 20:00 | WWK Volleys Herrsching                 | 3:1 (17:25, 25:17, 25:20, 25:20)        | SWD powervolleys Düren                 | 900    | James Shaw            |
| 09.10.2022 | 16:00 | TSV Haching München                    | 0:3 (21:25, 15:25, 26:28)               | Berlin Recycling Volleys               | 150    | Anton Brehme          |
| 09.10.2022 | 17:30 | SVG Lüneburg                           | 3:0 (25:9, 25:15, 25:18)                | VCO Berlin                             | 1050   | Gage Worsley          |
| TYDZIEŃ 2  |       |                                        |                                         |                                        |        |                       |
| 15.10.2022 | 17:30 | Helios Grizzlys Giesen                 | 3:0 (25:14, 25:12, 25:18)               | TSV Haching München                    | 976    | Lorenz Karlitzek      |
| 15.10.2022 | 20:00 | SWD powervolleys Düren                 | 3:0 (25:18, 25:19, 25:19)               | Energiequelle Netzhoppers KW-Bestensee | 1000   | Tobias Brand          |
| 16.10.2022 | 13:00 | VCO Berlin                             | 1:3 (16:25, 25:22, 18:25, 23:25)        | WWK Volleys Herrsching                 | 78     | Leonard Graven        |
| 16.10.2022 | 16:00 | Berlin Recycling Volleys               | 3:1 (24:26, 30:28, 25:16, 25:22)        | VfB Friedrichshafen                    | 5238   | Satoshi Tsuiki        |
| TYDZIEŃ 3  |       |                                        |                                         |                                        |        |                       |
| 19.10.2022 | 19:00 | TSV Haching München                    | 0:3 (20:25, 17:25, 16:25)               | VfB Friedrichshafen                    | 150    | Luciano Vicentín      |
| 19.10.2022 | 19:30 | Helios Grizzlys Giesen                 | 2:3 (16:25, 25:19, 23:25, 25:22, 10:15) | SWD powervolleys Düren                 | 836    | Tobias Brand          |
| 20.10.2022 | 19:00 | Energiequelle Netzhoppers KW-Bestensee | 3:0 (25:12, 25:17, 25:16)               | VCO Berlin                             | 225    | Theo Timmermann       |
| 22.10.2022 | 17:30 | Berlin Recycling Volleys               | 3:0 (25:22, 25:15, 25:21)               | WWK Volleys Herrsching                 | 4845   | Timothée Carle        |
| 22.10.2022 | 20:00 | SWD powervolleys Düren                 | 3:0 (25:15, 25:19, 25:16)               | TSV Haching München                    | 750    | David Pettersson      |
| TYDZIEŃ 4  |       |                                        |                                         |                                        |        |                       |
| 26.10.2022 | 18:00 | VCO Berlin                             | 0:3 (21:25, 18:25, 17:25)               | Helios Grizzlys Giesen                 | 89     | Lorenz Karlitzek      |
| 26.10.2022 | 19:30 | SVG Lüneburg                           | 1:3 (25:27, 27:25, 19:25, 29:31)        | Berlin Recycling Volleys               | 1326   | Satoshi Tsuiki        |
| 29.10.2022 | 20:00 | WWK Volleys Herrsching                 | 0:3 (22:25, 21:25, 18:25)               | VfB Friedrichshafen                    | 1750   | Michał Superlak       |
| 30.10.2022 | 15:00 | SWD powervolleys Düren                 | 3:0 (25:14, 25:20, 25:18)               | VCO Berlin                             | 300    | Eric Burggräf         |
| 30.10.2022 | 16:00 | TSV Haching München                    | 0:3 (20:25, 21:25, 13:25)               | SVG Lüneburg                           | 103    | Yann Böhme            |
| 30.10.2022 | 17:30 | Energiequelle Netzhoppers KW-Bestensee | 1:3 (27:29, 21:25, 25:21, 22:25)        | Berlin Recycling Volleys               | 537    | Marek Šotola          |
| TYDZIEŃ 5  |       |                                        |                                         |                                        |        |                       |
| 12.11.2022 | 17:30 | Berlin Recycling Volleys               | 3:0 (25:14, 25:12, 25:20)               | Helios Grizzlys Giesen                 | 3754   | Johannes Tille        |
| 12.11.2022 | 20:00 | VfB Friedrichshafen                    | 3:0 (25:20, 25:22, 25:22)               | Energiequelle Netzhoppers KW-Bestensee | 862    | Tim Peter             |
| 13.11.2022 | 15:00 | SVG Lüneburg                           | 3:2 (21:25, 24:26, 26:24, 25:20, 15:13) | WWK Volleys Herrsching                 | 1248   | Albert Hurt           |
| 13.11.2022 | 17:30 | VCO Berlin                             | 0:3 (16:25, 21:25, 25:27)               | TSV Haching München                    | 126    | Philipp Schumann      |
| TYDZIEŃ 6  |       |                                        |                                         |                                        |        |                       |
| 19.11.2022 | 17:30 | Helios Grizzlys Giesen                 | 2:3 (25:21, 33:35, 27:25, 23:25, 11:15) | VfB Friedrichshafen                    | 1573   | Augusto Colito        |
| 19.11.2022 | 20:00 | SWD powervolleys Düren                 | 1:3 (10:25, 25:18, 20:25, 24:26)        | Berlin Recycling Volleys               | 700    | Ruben Schott          |
| 20.11.2022 | 15:00 | Energiequelle Netzhoppers KW-Bestensee | 0:3 (11:25, 20:25, 18:25)               | SVG Lüneburg                           | 313    | Jordan Schnitzer      |
| 20.11.2022 | 17:30 | TSV Haching München                    | 0:3 (18:25, 21:25, 14:25)               | WWK Volleys Herrsching                 | 964    | Albert Hurt           |
| TYDZIEŃ 7  |       |                                        |                                         |                                        |        |                       |
| 25.11.2022 | 20:00 | WWK Volleys Herrsching                 | 3:1 (25:22, 29:27, 22:25, 25:21)        | Energiequelle Netzhoppers KW-Bestensee | 1400   | Maciej Borris         |
| 26.11.2022 | 17:00 | Berlin Recycling Volleys               | 3:0 (25:17, 25:23, 25:16)               | VCO Berlin                             | 481    | Antti Ronkainen       |
| 26.11.2022 | 17:30 | VfB Friedrichshafen                    | 3:0 (25:22, 25:14, 25:23)               | SWD powervolleys Düren                 | 865    | Michał Superlak       |
| 26.11.2022 | 20:00 | SVG Lüneburg                           | 3:1 (25:27, 25:21, 25:17, 26:24)        | Helios Grizzlys Giesen                 | 1650   | Lukas Maase           |
| TYDZIEŃ 8  |       |                                        |                                         |                                        |        |                       |
| 30.11.2022 | 19:30 | Helios Grizzlys Giesen                 | 3:1 (26:24, 25:22, 21:25, 25:22)        | WWK Volleys Herrsching                 | 1160   | Jori Mantha           |
| 03.12.2022 | 17:30 | VCO Berlin                             | 0:3 (24:26, 25:27, 15:25)               | VfB Friedrichshafen                    | 73     | Simon Kohn            |
| 03.12.2022 | 20:00 | SWD powervolleys Düren                 | 1:3 (25:22, 20:25, 21:25, 23:25)        | SVG Lüneburg                           | 1130   | Gage Worsley          |
| 04.12.2022 | 17:30 | Energiequelle Netzhoppers KW-Bestensee | 3:2 (25:16, 25:16, 21:25, 24:26, 15:11) | TSV Haching München                    | 204    | Max Chamberlain       |
| TYDZIEŃ 9  |       |                                        |                                         |                                        |        |                       |
| 07.12.2022 | 20:00 | WWK Volleys Herrsching                 | 0:3 (22:25, 19:25, 17:25)               | Berlin Recycling Volleys               | 1000   | Ruben Schott          |
| 08.12.2022 | 19:30 | VfB Friedrichshafen                    | 3:1 (20:25, 25:20, 25:22, 25:20)        | SVG Lüneburg                           | 600    | Lukas Maase           |
| 10.12.2022 | 15:00 | Berlin Recycling Volleys               | 3:0 (25:14, 25:16, 25:14)               | TSV Haching München                    | 3127   | Antti Ronkainen       |
| 11.12.2022 | 15:00 | Helios Grizzlys Giesen                 | 3:1 (23:25, 25:20, 30:28, 25:19)        | Energiequelle Netzhoppers KW-Bestensee | 1073   | David Seybering       |
| 11.12.2022 | 16:00 | VCO Berlin                             | 0:3 (13:25, 11:25, 16:25)               | SVG Lüneburg                           | 78     | Theo Mohwinkel        |
| 11.12.2022 | 17:30 | SWD powervolleys Düren                 | 3:0 (25:19, 25:19, 25:20)               | WWK Volleys Herrsching                 | 1135   | Tobias Brand          |
| TYDZIEŃ 10 |       |                                        |                                         |                                        |        |                       |
| 14.12.2022 | 19:30 | Helios Grizzlys Giesen                 | 3:0 (25:21, 25:15, 25:16)               | VCO Berlin                             | 745    | Lorenz Karlitzek      |
| 16.12.2022 | 20:00 | WWK Volleys Herrsching                 | 3:0 (25:16, 25:18, 25:20)               | VCO Berlin                             | 1000   | Severin Brandt        |
| 17.12.2022 | 18:00 | TSV Haching München                    | 1:3 (22:25, 25:18, 17:25, 20:25)        | Helios Grizzlys Giesen                 | 150    | Hauke Wagner          |
| 17.12.2022 | 20:00 | VfB Friedrichshafen                    | 3:2 (29:27, 20:25, 25:23, 25:27, 15:12) | Berlin Recycling Volleys               | 1312   | Michał Superlak       |
| 18.12.2022 | 15:00 | Energiequelle Netzhoppers KW-Bestensee | 1:3 (16:25, 25:22, 17:25, 19:25)        | SWD powervolleys Düren                 | 268    | Eric Burggräf         |
| TYDZIEŃ 11 |       |                                        |                                         |                                        |        |                       |
| 27.12.2022 | 19:00 | SWD powervolleys Düren                 | 3:1 (25:19, 25:22, 18:25, 29:27)        | Helios Grizzlys Giesen                 | 750    | Tobias Brand          |
| 27.12.2022 | 20:00 | VfB Friedrichshafen                    | 3:0 (25:13, 25:20, 25:17)               | TSV Haching München                    | 1402   | Marcus Böhme          |
| 30.12.2022 | 17:30 | TSV Haching München                    | 1:3 (25:22, 13:25, 23:25, 15:25)        | SWD powervolleys Düren                 | 250    | Tobias Brand          |
| 30.12.2022 | 20:00 | SVG Lüneburg                           | 2:3 (18:25, 27:25, 18:25, 26:24, 9:15)  | VfB Friedrichshafen                    | 3250   | Marcus Böhme          |
| TYDZIEŃ 12 |       |                                        |                                         |                                        |        |                       |
| 03.01.2023 | 20:00 | WWK Volleys Herrsching                 | 3:1 (25:23, 25:18, 26:28, 25:20)        | TSV Haching München                    | 1200   | Maciej Borris         |
| 04.01.2023 | 19:30 | Berlin Recycling Volleys               | 3:1 (21:25, 25:21, 25:14, 25:23)        | SVG Lüneburg                           | 3476   | Timothée Carle        |
| 07.01.2023 | 17:30 | VCO Berlin                             | 0:3 (15:25, 18:25, 22:25)               | SWD powervolleys Düren                 | 88     | Leo Bernsmann         |
| 07.01.2023 | 17:30 | Berlin Recycling Volleys               | 3:0 (25:16, 25:12, 25:17)               | Energiequelle Netzhoppers KW-Bestensee | 5438   | Anton Brehme          |
| 07.01.2023 | 20:00 | VfB Friedrichshafen                    | 1:3 (22:25, 25:22, 19:25, 22:25)        | WWK Volleys Herrsching                 | 1000   | James Shaw            |
| 08.01.2023 | 15:00 | SVG Lüneburg                           | 3:0 (25:20, 25:18, 25:20)               | TSV Haching München                    | 2150   | Theo Mohwinkel        |
| TYDZIEŃ 13 |       |                                        |                                         |                                        |        |                       |
| 11.01.2023 | 18:00 | VCO Berlin                             | 0:3 (20:25, 17:25, 16:25)               | Energiequelle Netzhoppers KW-Bestensee | 68     | Moritz Eckardt        |
| 14.01.2023 | 17:30 | Helios Grizzlys Giesen                 | 3:0 (25:20, 25:16, 25:22)               | Berlin Recycling Volleys               | 1713   | Noah Baxpöhler        |
| 14.01.2023 | 19:00 | Energiequelle Netzhoppers KW-Bestensee | 0:3 (22:25, 16:25, 20:25)               | VfB Friedrichshafen                    | 410    | Blair Bann            |
| 14.01.2023 | 20:00 | WWK Volleys Herrsching                 | 0:3 (23:25, 23:25, 16:25)               | SVG Lüneburg                           | 1100   | Yann Böhme            |
| 15.01.2023 | 16:00 | TSV Haching München                    | 3:0 (25:20, 25:23, 25:22)               | VCO Berlin                             | 350    | Sebastian Rösler      |
| TYDZIEŃ 14 |       |                                        |                                         |                                        |        |                       |
| 18.01.2023 | 19:00 | SVG Lüneburg                           | 3:1 (25:19, 25:17, 22:25, 25:21)        | Energiequelle Netzhoppers KW-Bestensee | 1430   | Yann Böhme            |
| 18.01.2023 | 19:30 | Berlin Recycling Volleys               | 3:1 (31:33, 27:25, 25:17, 25:20)        | SWD powervolleys Düren                 | 3691   | Anton Brehme          |
| 18.01.2023 | 20:00 | VfB Friedrichshafen                    | 3:1 (23:25, 25:19, 25:23, 25:22)        | Helios Grizzlys Giesen                 | 938    | Blair Bann            |
| 20.01.2023 | 18:00 | VCO Berlin                             | 0:3 (18:25, 14:25, 23:25)               | Berlin Recycling Volleys               | 387    | Ruben Schott          |
| 21.01.2023 | 17:30 | Energiequelle Netzhoppers KW-Bestensee | 1:3 (25:19, 19:25, 17:25, 19:25)        | WWK Volleys Herrsching                 | 411    | Yannick Goralik       |
| 21.01.2023 | 20:00 | Helios Grizzlys Giesen                 | 0:3 (21:25, 18:25, 23:25)               | SVG Lüneburg                           | 2110   | Colton Cowell         |
| 22.01.2023 | 17:30 | SWD powervolleys Düren                 | 2:3 (22:25, 26:24, 25:20, 17:25, 11:15) | VfB Friedrichshafen                    | 2200   | Michał Superlak       |
| TYDZIEŃ 15 |       |                                        |                                         |                                        |        |                       |
| 28.01.2023 | 19:15 | TSV Haching München                    | 3:2 (25:18, 25:20, 14:25, 17:25, 15:12) | Energiequelle Netzhoppers KW-Bestensee | 350    | Philipp Schumann      |
| 28.01.2023 | 19:30 | SVG Lüneburg                           | 2:3 (20:25, 25:16, 13:25, 25:23, 11:15) | SWD powervolleys Düren                 | 3050   | Eric Burggräf         |
| 28.01.2023 | 19:45 | VfB Friedrichshafen                    | 3:0 (25:18, 25:21, 25:19)               | VCO Berlin                             | 1000   | Miguel Ángel Martínez |
| 28.01.2023 | 20:00 | WWK Volleys Herrsching                 | 0:3 (20:25, 21:25, 19:25)               | Helios Grizzlys Giesen                 | 1800   | Fedor Ivanov          |

### Tabela
| Lp. | Drużyna                                | Pkt | Mecze | Mecze | Mecze | Rodzaj wyniku | Rodzaj wyniku | Rodzaj wyniku | Rodzaj wyniku | Rodzaj wyniku | Rodzaj wyniku | Sety | Sety | Sety  | Małe punkty | Małe punkty | Małe punkty |
| Lp. | Drużyna                                | Pkt | M     | W     | P     | 3:0           | 3:1           | 3:2           | 2:3           | 1:3           | 0:3           | wyg. | prz. | stos. | zdob.       | str.        | stos.       |
| --- | -------------------------------------- | --- | ----- | ----- | ----- | ------------- | ------------- | ------------- | ------------- | ------------- | ------------- | ---- | ---- | ----- | ----------- | ----------- | ----------- |
| 1   | Berlin Recycling Volleys               | 43  | 16    | 14    | 2     | 8             | 6             | 0             | 1             | 0             | 1             | 44   | 12   | 3.67  | 1385        | 1157        | 1.2         |
| 2   | VfB Friedrichshafen                    | 38  | 16    | 14    | 2     | 8             | 2             | 4             | 0             | 2             | 0             | 44   | 16   | 2.75  | 1434        | 1276        | 1.12        |
| 3   | SVG Lüneburg                           | 34  | 16    | 11    | 5     | 7             | 3             | 1             | 2             | 3             | 0             | 40   | 20   | 2     | 1393        | 1252        | 1.11        |
| 4   | SWD powervolleys Düren                 | 29  | 16    | 10    | 6     | 5             | 3             | 2             | 1             | 4             | 1             | 36   | 25   | 1.44  | 1381        | 1285        | 1.07        |
| 5   | Helios Grizzlys Giesen                 | 28  | 16    | 9     | 7     | 5             | 3             | 1             | 2             | 3             | 2             | 34   | 26   | 1.31  | 1371        | 1321        | 1.04        |
| 6   | WWK Volleys Herrsching                 | 25  | 16    | 8     | 8     | 2             | 6             | 0             | 1             | 1             | 6             | 27   | 30   | 0.9   | 1290        | 1281        | 1.01        |
| 7   | Energiequelle Netzhoppers KW-Bestensee | 10  | 16    | 3     | 13    | 2             | 0             | 1             | 2             | 6             | 5             | 19   | 41   | 0.46  | 1262        | 1361        | 0.93        |
| 8   | TSV Haching München                    | 9   | 16    | 3     | 13    | 2             | 0             | 1             | 1             | 3             | 9             | 14   | 41   | 0.34  | 1059        | 1306        | 0.81        |
| 9   | VCO Berlin                             | 0   | 16    | 0     | 16    | 0             | 0             | 0             | 0             | 1             | 15            | 1    | 48   | 0.02  | 891         | 1227        | 0.73        |

Źródło: Volleyball-Bundesliga (niem.)
Punktacja: 3:0 i 3:1 – 3 pkt; 3:2 – 2 pkt; 2:3 – 1 pkt; 1:3 i 0:3 – 0 pkt
Zasady ustalania kolejności: 1. liczba punktów; 2. liczba zwycięstw; 3. stosunek setów; 4. stosunek małych punktów; 5. bilans w bezpośrednich meczach
     Druga faza – grupa 1-4
     Druga faza – grupa 5-9

## Druga faza

### Grupa 1-4

#### Tabela wyników
| Gospodarz \ Gość1        | BER | FRI | LÜN | DÜR |
| ------------------------ | --- | --- | --- | --- |
| Berlin Recycling Volleys | -   | 3:0 | 3:0 | 3:0 |
| VfB Friedrichshafen      | 3:1 | -   | 1:3 | 1:3 |
| SVG Lüneburg             | 3:0 | 1:3 | -   | 3:1 |
| SWD powervolleys Düren   | 1:3 | 3:1 | 3:1 | -   |

Źródło: Volleyball-Bundesliga (niem.)
1 Drużyna gospodarzy jest wymieniona po lewej stronie tabeli.
Kolory:
  zwycięstwo gospodarzy 3:0 lub 3:1
  zwycięstwo gospodarzy 3:2
  zwycięstwo gości 3:0 lub 3:1
  zwycięstwo gości 3:2

#### Terminarz i wyniki spotkań
| Data       | Godz. | Gospodarz                | Rezultat                         | Gość                     | Widzów | MVP                |
| ---------- | ----- | ------------------------ | -------------------------------- | ------------------------ | ------ | ------------------ |
| 1. KOLEJKA |       |                          |                                  |                          |        |                    |
| 04.02.2023 | 20:00 | Berlin Recycling Volleys | 3:0 (25:16, 26:24, 25:16)        | SWD powervolleys Düren   | 3941   | Anton Brehme       |
| 05.02.2023 | 15:00 | SVG Lüneburg             | 1:3 (17:25, 22:25, 25:22, 20:25) | VfB Friedrichshafen      | 1830   | Michał Superlak    |
| 2. KOLEJKA |       |                          |                                  |                          |        |                    |
| 11.02.2023 | 20:00 | SVG Lüneburg             | 3:0 (25:21, 26:24, 25:21)        | Berlin Recycling Volleys | 2400   | Joseph Worsley     |
| 12.02.2023 | 17:30 | VfB Friedrichshafen      | 1:3 (25:22, 33:35, 24:26, 27:29) | SWD powervolleys Düren   | 967    | Tobias Brand       |
| 3. KOLEJKA |       |                          |                                  |                          |        |                    |
| 18.02.2023 | 15:00 | SWD powervolleys Düren   | 3:1 (23:25, 25:18, 31:29, 25:20) | SVG Lüneburg             | 1000   | Marcin Ernastowicz |
| 19.02.2023 | 17:30 | Berlin Recycling Volleys | 3:0 (25:19, 25:20, 25:20)        | VfB Friedrichshafen      | 5284   | Johannes Tille     |
| 4. KOLEJKA |       |                          |                                  |                          |        |                    |
| 03.03.2023 | 19:30 | SWD powervolleys Düren   | 1:3 (25:21, 18:25, 19:25, 23:25) | Berlin Recycling Volleys | 1371   | Cody Kessel        |
| 04.03.2023 | 20:00 | VfB Friedrichshafen      | 1:3 (23:25, 25:22, 21:25, 18:25) | SVG Lüneburg             | 923    | Joseph Worsley     |
| 5. KOLEJKA |       |                          |                                  |                          |        |                    |
| 12.03.2023 | 15:00 | Berlin Recycling Volleys | 3:0 (27:25, 25:18, 25:19)        | SVG Lüneburg             | 5254   | Johannes Tille     |
| 12.03.2023 | 17:30 | SWD powervolleys Düren   | 3:1 (20:25, 27:25, 25:23, 25:21) | VfB Friedrichshafen      | 1425   | Marcin Ernastowicz |
| 6. KOLEJKA |       |                          |                                  |                          |        |                    |
| 18.03.2023 | 20:00 | SVG Lüneburg             | 3:1 (23:25, 25:19, 25:19, 25:15) | SWD powervolleys Düren   | 3250   | Xander Ketrzynski  |
| 19.03.2023 | 17:30 | VfB Friedrichshafen      | 3:1 (25:21, 34:36, 25:20, 25:22) | Berlin Recycling Volleys | 1000   | Vojin Ćaćić        |

#### Tabela
| Lp. | Drużyna                  | Pkt | Mecze | Mecze | Mecze | Rodzaj wyniku | Rodzaj wyniku | Rodzaj wyniku | Rodzaj wyniku | Rodzaj wyniku | Rodzaj wyniku | Sety | Sety | Sety  | Małe punkty | Małe punkty | Małe punkty |
| Lp. | Drużyna                  | Pkt | M     | W     | P     | 3:0           | 3:1           | 3:2           | 2:3           | 1:3           | 0:3           | wyg. | prz. | stos. | zdob.       | str.        | stos.       |
| --- | ------------------------ | --- | ----- | ----- | ----- | ------------- | ------------- | ------------- | ------------- | ------------- | ------------- | ---- | ---- | ----- | ----------- | ----------- | ----------- |
| 1   | Berlin Recycling Volleys | 20  | 6     | 4     | 2     | 3             | 1             | 0             | 0             | 1             | 1             | 13   | 7    | 1.86  | 489         | 447         | 1.09        |
| 2   | SVG Lüneburg             | 13  | 6     | 3     | 3     | 1             | 2             | 0             | 0             | 2             | 1             | 11   | 11   | 1     | 509         | 509         | 1           |
| 3   | VfB Friedrichshafen      | 12  | 6     | 2     | 4     | 0             | 2             | 0             | 0             | 3             | 1             | 9    | 14   | 0.64  | 555         | 564         | 0.98        |
| 4   | SWD powervolleys Düren   | 11  | 6     | 3     | 3     | 0             | 3             | 0             | 0             | 2             | 1             | 11   | 12   | 0.92  | 532         | 565         | 0.94        |

Źródło: Volleyball-Bundesliga (niem.)
Punktacja: 3:0 i 3:1 – 3 pkt; 3:2 – 2 pkt; 2:3 – 1 pkt; 1:3 i 0:3 – 0 pkt
Zasady ustalania kolejności: 1. liczba punktów; 2. liczba zwycięstw; 3. stosunek setów; 4. stosunek małych punktów; 5. bilans w bezpośrednich meczach
Uwaga: Drużyny drugą fazę rozpoczynały z następującą liczbą punktów: Berlin Recycling Volleys – 8 pkt; VfB Friedrichshafen – 6 pkt; SVG Lüneburg – 4 pkt; SWD powervolleys Düren – 2 pkt.

### Grupa 5-9

#### Tabela wyników
| Gospodarz \ Gość1                      | GIE | HER | NKW | HAC |
| -------------------------------------- | --- | --- | --- | --- |
| Helios Grizzlys Giesen                 | -   | 2:3 | 3:0 | 3:0 |
| WWK Volleys Herrsching                 | 3:0 | -   | 2:3 | 3:1 |
| Energiequelle Netzhoppers KW-Bestensee | 0:3 | 1:3 | -   | 3:1 |
| TSV Haching München                    | 0:3 | 0:3 | 0:3 | -   |
| VCO Berlin                             | 0:3 | 0:3 | 1:3 | 0:3 |

Źródło: Volleyball-Bundesliga (niem.)
1 Drużyna gospodarzy jest wymieniona po lewej stronie tabeli.
Kolory:
  zwycięstwo gospodarzy 3:0 lub 3:1
  zwycięstwo gospodarzy 3:2
  zwycięstwo gości 3:0 lub 3:1
  zwycięstwo gości 3:2

#### Terminarz i wyniki spotkań
| Data             | Godz. | Gospodarz                              | Rezultat                                | Gość                                   | Widzów | MVP              |
| ---------------- | ----- | -------------------------------------- | --------------------------------------- | -------------------------------------- | ------ | ---------------- |
| 1. KOLEJKA       |       |                                        |                                         |                                        |        |                  |
| 03.02.2023       | 20:00 | WWK Volleys Herrsching                 | 3:1 (25:23, 25:15, 22:25, 25:16)        | TSV Haching München                    | 1000   | Albert Hurt      |
| 04.02.2023       | 17:30 | Energiequelle Netzhoppers KW-Bestensee | 0:3 (20:25, 22:25, 18:25)               | Helios Grizzlys Giesen                 | 291    | Jakob Günthör    |
| 2. KOLEJKA       |       |                                        |                                         |                                        |        |                  |
| 12.02.2023       | 15:00 | TSV Haching München                    | 0:3 (15:25, 19:25, 19:25)               | Helios Grizzlys Giesen                 | 150    | Lorenz Karlitzek |
| 22.02.2023       | 20:00 | WWK Volleys Herrsching                 | 2:3 (25:23, 13:25, 25:17, 23:25, 12:15) | Energiequelle Netzhoppers KW-Bestensee | 1000   | Randy Deweese    |
| 3. KOLEJKA       |       |                                        |                                         |                                        |        |                  |
| 18.02.2023       | 17:30 | Energiequelle Netzhoppers KW-Bestensee | 3:1 (25:20, 25:20, 26:28, 25:22)        | TSV Haching München                    | 322    | Theo Timmermann  |
| 18.02.2023       | 20:00 | Helios Grizzlys Giesen                 | 2:3 (25:23, 25:23, 24:26, 20:25, 11:15) | WWK Volleys Herrsching                 | 1456   | Leonard Graven   |
| 4. KOLEJKA       |       |                                        |                                         |                                        |        |                  |
| 04.03.2023       | 17:30 | Helios Grizzlys Giesen                 | 3:0 (28:26, 26:24, 25:18)               | Energiequelle Netzhoppers KW-Bestensee | 1311   | Lorenz Karlitzek |
| 05.03.2023       | 17:00 | TSV Haching München                    | 0:3 (23:25, 19:25, 19:25)               | WWK Volleys Herrsching                 | 400    | James Shaw       |
| 5. KOLEJKA       |       |                                        |                                         |                                        |        |                  |
| 11.03.2023       | 17:30 | Energiequelle Netzhoppers KW-Bestensee | 1:3 (25:13, 19:25, 23:25, 18:25)        | WWK Volleys Herrsching                 | 289    | Jonas Sagstetter |
| 11.03.2023       | 20:00 | Helios Grizzlys Giesen                 | 3:0 (25:18, 25:15, 25:22)               | TSV Haching München                    | 1407   | Voitto Köykkä    |
| 6. KOLEJKA       |       |                                        |                                         |                                        |        |                  |
| 15.03.2023       | 20:00 | WWK Volleys Herrsching                 | 3:0 (25:23, 30:28, 37:35)               | Helios Grizzlys Giesen                 | 1200   | Jonas Sagstetter |
| 19.03.2023       | 15:00 | TSV Haching München                    | 0:3 (18:25, 15:25, 15:25)               | Energiequelle Netzhoppers KW-Bestensee | 350    | Randy Deweese    |
| MECZE VCO BERLIN |       |                                        |                                         |                                        |        |                  |
| 05.02.2023       | 17:30 | VCO Berlin                             | 0:3 (19:25, 16:25, 16:25)               | Helios Grizzlys Giesen                 | 65     | Fedor Ivanov     |
| 19.02.2023       | 14:00 | VCO Berlin                             | 0:3 (23:25, 18:25, 23:25)               | TSV Haching München                    | 87     | Quentin Zeller   |
| 13.03.2023       | 18:30 | VCO Berlin                             | 0:3 (21:25, 10:25, 21:25)               | WWK Volleys Herrsching                 | 46     | James Shaw       |
| 15.03.2023       | 20:00 | VCO Berlin                             | 1:3 (21:25, 26:24, 19:25, 13:25)        | Energiequelle Netzhoppers KW-Bestensee | 88     | Max Schulz       |

#### Tabela
| Lp. | Drużyna                                | Pkt | Mecze | Mecze | Mecze | Rodzaj wyniku | Rodzaj wyniku | Rodzaj wyniku | Rodzaj wyniku | Rodzaj wyniku | Rodzaj wyniku | Sety | Sety | Sety  | Małe punkty | Małe punkty | Małe punkty |
| Lp. | Drużyna                                | Pkt | M     | W     | P     | 3:0           | 3:1           | 3:2           | 2:3           | 1:3           | 0:3           | wyg. | prz. | stos. | zdob.       | str.        | stos.       |
| --- | -------------------------------------- | --- | ----- | ----- | ----- | ------------- | ------------- | ------------- | ------------- | ------------- | ------------- | ---- | ---- | ----- | ----------- | ----------- | ----------- |
| 1   | WWK Volleys Herrsching                 | 26  | 7     | 6     | 1     | 3             | 2             | 1             | 1             | 0             | 0             | 20   | 7    | 2.86  | 637         | 573         | 1.11        |
| 2   | Helios Grizzlys Giesen                 | 26  | 7     | 5     | 2     | 5             | 0             | 0             | 1             | 0             | 1             | 17   | 6    | 2.83  | 570         | 491         | 1.16        |
| 3   | Energiequelle Netzhoppers KW-Bestensee | 17  | 7     | 4     | 3     | 1             | 2             | 1             | 0             | 1             | 2             | 13   | 13   | 1     | 593         | 557         | 1.06        |
| 4   | TSV Haching München                    | 7   | 7     | 1     | 6     | 1             | 0             | 0             | 0             | 2             | 4             | 5    | 18   | 0.28  | 461         | 562         | 0.82        |
| 5   | VCO Berlin                             | 2   | 4     | 0     | 4     | 0             | 0             | 0             | 0             | 1             | 3             | 1    | 12   | 0.08  | 246         | 324         | 0.76        |

Źródło: Volleyball-Bundesliga (niem.)
Punktacja: 3:0 i 3:1 – 3 pkt; 3:2 – 2 pkt; 2:3 – 1 pkt; 1:3 i 0:3 – 0 pkt
Zasady ustalania kolejności: 1. liczba punktów; 2. liczba zwycięstw; 3. stosunek setów; 4. stosunek małych punktów; 5. bilans w bezpośrednich meczach
Uwaga: Drużyny drugą fazę rozpoczynały z następującą liczbą punktów: Helios Grizzlys Giesen – 10 pkt; WWK Volleys Herrsching – 8 pkt; Energiequelle Netzhoppers KW-Bestensee – 6 pkt; TSV Haching München – 4 pkt; VCO Berlin – 2 pkt.

## Faza play-off

### Drabinka
|  |              |                                        |              |                        |              |   |   |                          |           |           |           |           |           |           |  |  |        |        |        |        |        |        |        |
|  | Ćwierćfinały | Ćwierćfinały                           | Ćwierćfinały | Ćwierćfinały           | Ćwierćfinały |   |   | Półfinały                | Półfinały | Półfinały | Półfinały | Półfinały | Półfinały | Półfinały |  |  | Finały | Finały | Finały | Finały | Finały | Finały | Finały |
|  | Ćwierćfinały | Ćwierćfinały                           | Ćwierćfinały | Ćwierćfinały           | Ćwierćfinały |   |   | Półfinały                | Półfinały | Półfinały | Półfinały | Półfinały | Półfinały | Półfinały |  |  | Finały | Finały | Finały | Finały | Finały | Finały | Finały |
|  |              |                                        |              |                        |              |   |   |                          |           |           |           |           |           |           |  |  |        |        |        |        |        |        |        |
|  |              |                                        |              |                        |              |   |   |                          |           |           |           |           |           |           |  |  |        |        |        |        |        |        |        |
|  | 1            | Berlin Recycling Volleys               | 3            | 3                      |              |   |   |                          |           |           |           |           |           |           |  |  |        |        |        |        |        |        |        |
|  | 1            | Berlin Recycling Volleys               | 3            | 3                      |              |   |   |                          |           |           |           |           |           |           |  |  |        |        |        |        |        |        |        |
|  | 8            | TSV Haching München                    | 0            | 0                      |              |   |   |                          |           |           |           |           |           |           |  |  |        |        |        |        |        |        |        |
|  | 8            | TSV Haching München                    | 0            | 0                      |              |   | 1 | Berlin Recycling Volleys | 3         | 3         | 3         |           |           |           |  |  |        |        |        |        |        |        |        |
|  |              |                                        |              |                        |              |   | 1 | Berlin Recycling Volleys | 3         | 3         | 3         |           |           |           |  |  |        |        |        |        |        |        |        |
|  |              |                                        | 4            | SWD powervolleys Düren | 1            | 1 | 1 |                          |           |           |           |           |           |           |  |  |        |        |        |        |        |        |        |
|  | 4            | SWD powervolleys Düren                 | 4            | SWD powervolleys Düren | 1            | 1 | 1 | 3                        | 3         |           |           |           |           |           |  |  |        |        |        |        |        |        |        |
|  | 4            | SWD powervolleys Düren                 |              |                        |              |   |   |                          |           |           |           |           |           |           |  |  |        |        |        |        |        |        |        |
|  | 5            | WWK Volleys Herrsching                 | 1            | 0                      |              |   |   |                          |           |           |           |           |           |           |  |  |        |        |        |        |        |        |        |
|  | 5            | WWK Volleys Herrsching                 | 1            | 0                      |              |   | 1 | Berlin Recycling Volleys | 3         | 3         | 3         |           |           |           |  |  |        |        |        |        |        |        |        |
|  |              |                                        |              |                        |              |   |   |                          |           |           |           |           |           |           |  |  |        |        |        |        |        |        |        |
|  |              |                                        | 3            | VfB Friedrichshafen    | 1            | 0 | 1 |                          |           |           |           |           |           |           |  |  |        |        |        |        |        |        |        |
|  | 2            | SVG Lüneburg                           | 3            | VfB Friedrichshafen    | 1            | 0 | 1 | 3                        | 3         |           |           |           |           |           |  |  |        |        |        |        |        |        |        |
|  | 2            | SVG Lüneburg                           |              |                        |              |   |   |                          |           |           |           |           |           |           |  |  |        |        |        |        |        |        |        |
|  | 7            | Energiequelle Netzhoppers KW-Bestensee | 1            | 1                      |              |   |   |                          |           |           |           |           |           |           |  |  |        |        |        |        |        |        |        |
|  | 7            | Energiequelle Netzhoppers KW-Bestensee | 1            | 1                      |              |   | 2 | SVG Lüneburg             | 2         | 0         | 3         | 1         |           |           |  |  |        |        |        |        |        |        |        |
|  |              |                                        |              |                        |              |   | 2 | SVG Lüneburg             | 2         | 0         | 3         | 1         |           |           |  |  |        |        |        |        |        |        |        |
|  |              |                                        | 3            | VfB Friedrichshafen    | 3            | 3 | 0 | 3                        |           |           |           |           |           |           |  |  |        |        |        |        |        |        |        |
|  | 3            | VfB Friedrichshafen                    | 3            | VfB Friedrichshafen    | 3            | 3 | 0 | 3                        | 2         | 3         | 3         |           |           |           |  |  |        |        |        |        |        |        |        |
|  | 3            | VfB Friedrichshafen                    |              |                        |              |   |   |                          |           |           |           |           |           |           |  |  |        |        |        |        |        |        |        |
|  | 6            | Helios Grizzlys Giesen                 | 3            | 1                      | 2            |   |   |                          |           |           |           |           |           |           |  |  |        |        |        |        |        |        |        |
|  | 6            | Helios Grizzlys Giesen                 | 3            | 1                      | 2            |   |   |                          |           |           |           |           |           |           |  |  |        |        |        |        |        |        |        |

### Ćwierćfinały
(do dwóch zwycięstw)
| Data                         | Godz.                        | Gospodarz                              | Rezultat                                | Gość                                       | Widzów                                     | MVP                                        |
| ---------------------------- | ---------------------------- | -------------------------------------- | --------------------------------------- | ------------------------------------------ | ------------------------------------------ | ------------------------------------------ |
| Berlin Recycling Volleys (1) | Berlin Recycling Volleys (1) | Berlin Recycling Volleys (1)           | 2 – 0                                   | (8) TSV Haching München                    | (8) TSV Haching München                    | (8) TSV Haching München                    |
| 25.03.2023                   | 20:00                        | Berlin Recycling Volleys               | 3:0 (25:16, 25:19, 25:10)               | TSV Haching München                        | 3519                                       | Matheus Krauchuk                           |
| 02.04.2023                   | 17:30                        | TSV Haching München                    | 0:3 (18:25, 20:25, 13:25)               | Berlin Recycling Volleys                   | 563                                        | Cody Kessel                                |
| SWD powervolleys Düren (4)   | SWD powervolleys Düren (4)   | SWD powervolleys Düren (4)             | 2 – 0                                   | (5) WWK Volleys Herrsching                 | (5) WWK Volleys Herrsching                 | (5) WWK Volleys Herrsching                 |
| 26.03.2023                   | 15:00                        | SWD powervolleys Düren                 | 3:1 (23:25, 25:17, 25:21, 25:21)        | WWK Volleys Herrsching                     | 600                                        | Tomáš Kocian                               |
| 04.04.2023                   | 20:00                        | WWK Volleys Herrsching                 | 0:3 (18:25, 27:29, 21:25)               | SWD powervolleys Düren                     | 2700                                       | Ivan Batanov                               |
| SVG Lüneburg (2)             | SVG Lüneburg (2)             | SVG Lüneburg (2)                       | 2 – 0                                   | (7) Energiequelle Netzhoppers KW-Bestensee | (7) Energiequelle Netzhoppers KW-Bestensee | (7) Energiequelle Netzhoppers KW-Bestensee |
| 25.03.2023                   | 17:30                        | SVG Lüneburg                           | 3:1 (25:14, 25:14, 21:25, 25:22)        | Energiequelle Netzhoppers KW-Bestensee     | 2370                                       | Colton Cowell                              |
| 02.04.2023                   | 15:00                        | Energiequelle Netzhoppers KW-Bestensee | 1:3 (19:25, 25:19, 21:25, 27:29)        | SVG Lüneburg                               | 463                                        | Gage Worsley                               |
| VfB Friedrichshafen (3)      | VfB Friedrichshafen (3)      | VfB Friedrichshafen (3)                | 2 – 1                                   | (6) Helios Grizzlys Giesen                 | (6) Helios Grizzlys Giesen                 | (6) Helios Grizzlys Giesen                 |
| 26.03.2023                   | 17:30                        | VfB Friedrichshafen                    | 2:3 (20:25, 23:25, 25:13, 25:23, 7:15)  | Helios Grizzlys Giesen                     | 1000                                       | Lorenz Karlitzek                           |
| 01.04.2023                   | 17:30                        | Helios Grizzlys Giesen                 | 1:3 (25:27, 25:21, 18:25, 23:25)        | VfB Friedrichshafen                        | 2267                                       | Blair Bann                                 |
| 08.04.2023                   | 20:00                        | VfB Friedrichshafen                    | 3:2 (25:27, 25:23, 20:25, 25:14, 15:10) | Helios Grizzlys Giesen                     | 1000                                       | Hauke Wagner                               |

### Półfinały
(do trzech zwycięstw)
| Data                         | Godz.                        | Gospodarz                    | Rezultat                                | Gość                       | Widzów                     | MVP                        |
| ---------------------------- | ---------------------------- | ---------------------------- | --------------------------------------- | -------------------------- | -------------------------- | -------------------------- |
| Berlin Recycling Volleys (1) | Berlin Recycling Volleys (1) | Berlin Recycling Volleys (1) | 3 – 0                                   | (4) SWD powervolleys Düren | (4) SWD powervolleys Düren | (4) SWD powervolleys Düren |
| 12.04.2023                   | 19:45                        | Berlin Recycling Volleys     | 3:1 (16:25, 25:17, 25:23, 25:22)        | SWD powervolleys Düren     | 5178                       | Cody Kessel                |
| 15.04.2023                   | 19:30                        | SWD powervolleys Düren       | 1:3 (20:25, 20:25, 25:19, 22:25)        | Berlin Recycling Volleys   | 2237                       | Satoshi Tsuiki             |
| 19.04.2023                   | 19:45                        | Berlin Recycling Volleys     | 3:1 (25:22, 25:19, 16:25, 25:13)        | SWD powervolleys Düren     | 3914                       | Timothée Carle             |
| SVG Lüneburg (2)             | SVG Lüneburg (2)             | SVG Lüneburg (2)             | 1 – 3                                   | (3) VfB Friedrichshafen    | (3) VfB Friedrichshafen    | (3) VfB Friedrichshafen    |
| 12.04.2023                   | 19:00                        | SVG Lüneburg                 | 2:3 (20:25, 25:17, 21:25, 25:19, 12:15) | VfB Friedrichshafen        | 2600                       | Michał Superlak            |
| 16.04.2023                   | 17:30                        | VfB Friedrichshafen          | 3:0 (25:22, 25:23, 25:23)               | SVG Lüneburg               | 1000                       | Luciano Vicentín           |
| 19.04.2023                   | 19:00                        | SVG Lüneburg                 | 3:0 (25:23, 25:19, 25:23)               | VfB Friedrichshafen        | 2511                       | Yann Böhme                 |
| 23.04.2023                   | 17:30                        | VfB Friedrichshafen          | 3:1 (25:20, 22:25, 25:17, 25:22)        | SVG Lüneburg               | 1000                       | Andre Brown                |

### Finały
(do trzech zwycięstw)
| Data                         | Godz.                        | Gospodarz                    | Rezultat                         | Gość                     | Widzów                  | MVP                     |
| ---------------------------- | ---------------------------- | ---------------------------- | -------------------------------- | ------------------------ | ----------------------- | ----------------------- |
| Berlin Recycling Volleys (1) | Berlin Recycling Volleys (1) | Berlin Recycling Volleys (1) | 3 – 0                            | (3) VfB Friedrichshafen  | (3) VfB Friedrichshafen | (3) VfB Friedrichshafen |
| 01.05.2023                   | 18:00                        | Berlin Recycling Volleys     | 3:1 (25:21, 25:22, 28:30, 25:19) | VfB Friedrichshafen      | 6892                    | Johannes Tille          |
| 04.05.2023                   | 20:00                        | VfB Friedrichshafen          | 0:3 (18:25, 11:25, 16:25)        | Berlin Recycling Volleys | 1000                    | Johannes Tille          |
| 06.05.2023                   | 20:00                        | Berlin Recycling Volleys     | 3:1 (25:18, 25:18, 16:25, 27:25) | VfB Friedrichshafen      | 8553                    | Johannes Tille          |

### Klasyfikacja fazy play-off
| Lp.     | Drużyna                                |
| ------- | -------------------------------------- |
| 1.      | Berlin Recycling Volleys               |
| 2.      | VfB Friedrichshafen                    |
| 3.      | SVG Lüneburg                           |
| 3.      | SWD powervolleys Düren                 |
| 5.      | WWK Volleys Herrsching                 |
| 5.      | Helios Grizzlys Giesen                 |
| 5.      | Energiequelle Netzhoppers KW-Bestensee |
| 5.      | TSV Haching München                    |
| Źródło: |                                        |